# Rede de Reservas dos Recifes da Barreira do Belize
A Reserva do Sistema da Barreira de Recifes em Belize é a maior barreira de recifes do hemisfério norte e a segunda maior do mundo (a seguir à Grande Barreira de Coral). Tem 300 km. Os sete locais incluídos nesta nomeação ilustram a história evolutiva do desenvolvimento do recife, além de serem um habitat importante para espécies ameaçadas, inclusive tartarugas marinhas, manatins (peixe-boi) e o crocodilo-marinho-americano.
A Barreira de Corais, em 2018, foi removida da lista da Organização das Nações Unidas para a Educação, a Ciência e a Cultura dos sítios do Patrimônio Mundial ameaçados de extinção.

## Galeria

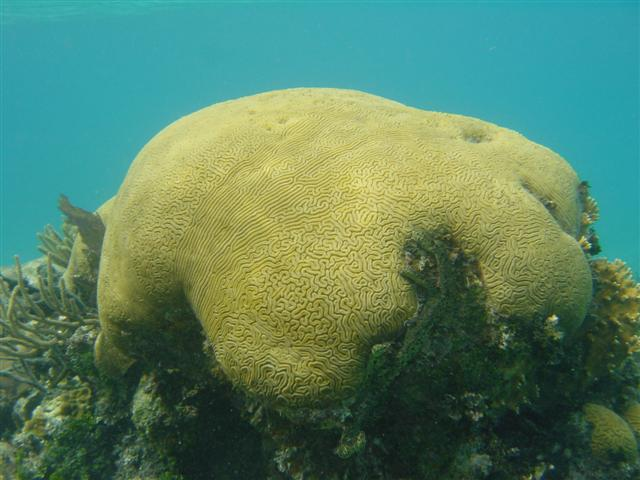
Scleractinia
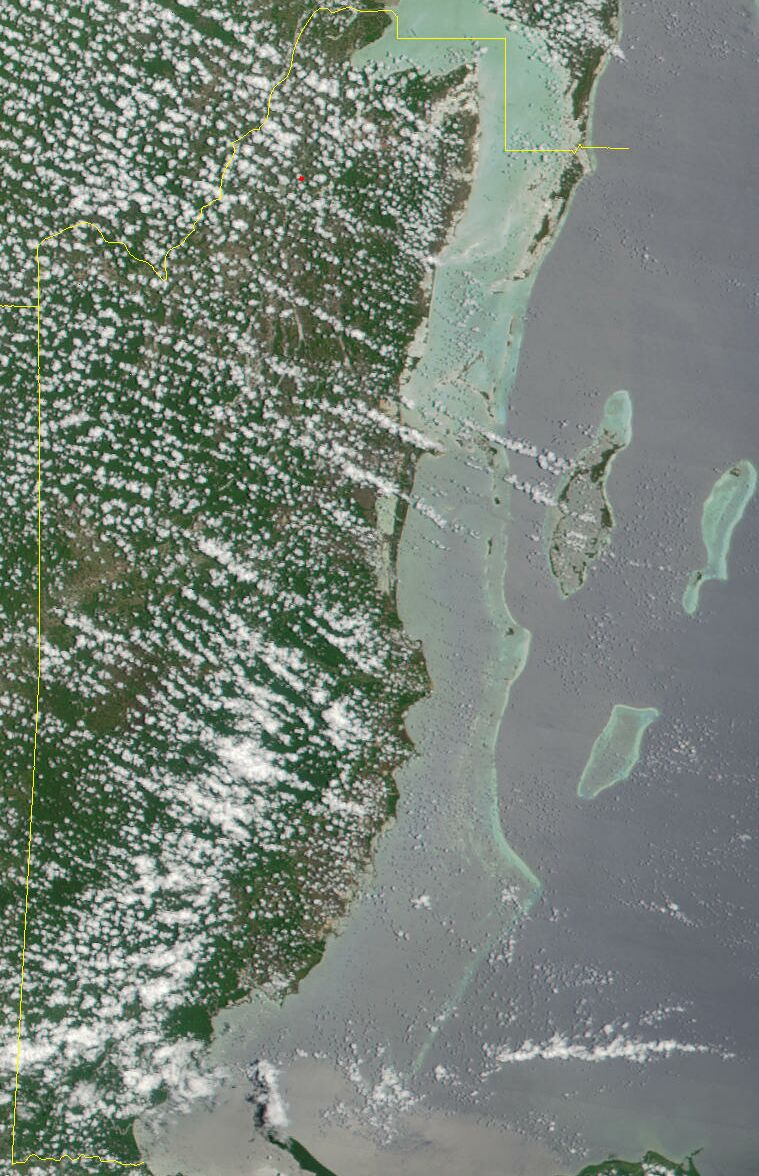
Vista de Satélite da Barreira de Belize (Maio de 2001)

## Ligação externa
- «UNESCO - Belize Barrier Reef Reserve System»